# Așezământul pentru ocârmuirea oblastiei Basarabiei din 29 februarie 1828
Așezământul pentru ocârmuirea oblastiei Basarabiei din 29 februarie 1828  (în rusă Учреждение для управления Бессарабской области от 29 февраля 1828 года) a fost un regulament administrativ destinat pentru uzul administrației publice din Basarabia, instalată de autoritățile țariste în contextul intrării Moldovei Orientale în stăpânirea Imperiului Rus. Promulgat de țarul Alexandru I în anul 1828, acesta a înlocuit precedentul Așezământ de organizare administrativă a Basarabiei din 29 aprilie 1818 țarist.